# レチニルパルミチン酸エステラーゼ
レチニルパルミチン酸エステラーゼ(Retinyl-palmitate esterase、EC 3.1.1.21［下記参照］)は、以下の化学反応を触媒する酵素である。
パルミチン酸レチノール + 水{\displaystyle \rightleftharpoons }レチノール + パルミチン酸
従って、基質はパルミチン酸レチノールと水の2つ、生成物はレチノールとパルミチン酸の2つである。
この酵素は加水分解酵素に分類され、特にエステル結合に作用する。系統名は、レチニルパルミチン酸 パルミトヒドロラーゼ(retinyl-palmitate palmitohydrolase)である。レチノールの代謝に関与している。
現在は、本酵素活性の実体はカルボキシルエステラーゼEC 3.1.1.1およびトリアシルグリセロールリパーゼEC 3.1.1.3であるとされ、EC番号3.1.1.21は2011年に削除されている。